# Santana dos Montes
Santana dos Montes é um município brasileiro do estado de Minas Gerais. Sua população em 2010 era de 3.822 habitantes. Está situada a 120 quilômetros de Belo Horizonte. O município é formado por dois distritos, sendo a sede com 2503 pessoas (65,5% da população do município) e o distrito de Joselândia com 1319 pessoas (34,5% da população do município).

## Geografia
Conforme a classificação geográfica mais moderna (2017) do IBGE, Santana dos Montes é um município da Região Geográfica Imediata de Conselheiro Lafaiete, na Região Geográfica Intermediária de Barbacena.

## História
A localidade chamava-se Morro do Chapéu, e passou por várias denominações até 1948, quando obteve o nome atual. Em 1840 o povoado foi promovido a distrito de Conselheiro Lafaiete, mas a emancipação política somente ocorreu em 30 de dezembro de 1962, através da Lei 2764 de 30 de dezembro, passando a ter o distrito de Joselândia associado ao seu território.